# Anairetes reguloides
Anairetes reguloides là một loài chim trong họ Tyrannidae.